# Batalla d'Asculum (89 aC)
|  | Aquest article tracta sobre batalla del 89 aC. Vegeu-ne altres significats a «Batalla d'Asculum». |

La batalla d'Asculum va ocórrer l'any 89 aC durant la Guerra social entre la República Romana i els seus antics aliats itàlics. Els romans van ser conduïts pel cònsol Gneu Pompeu Estrabó i van obtenir la victòria sobre els rebels.

## Antecedents
A Roma, la situació política s'havia tornat extremadament turbulenta després de l'ascens del gloriós general Gai Mari. Després de la Guerra címbria, els aliats itàlics en van iniciar una sèrie d'iniciatives polítiques per aconseguir la ciutadania romana, entre les que estaven per exemple falsificar el cens realitzat pels magistrats Marc Antoni, l'orador i Gai Valeri Flac o donar el seu suport al tribú de la plebs Marc Livi Drus.
Malgrat les iniciatives dutes a terme per l'intel·ligent tribú, el Senat romà, liderat per la facció conservadora, els optimates, va rebutjar les seves lleis i se'l va oposar amb ferocitat, causant les ires entre els itàlics. Aquests, quan van veure frustrades les seves expectatives van començar a reclutar un exèrcit per enfrontar-se a la República Romana.
Quan el Senat va començar a tenir notícies dels rumors que els itàlics es preparaven per a la guerra, va enviar a un parell de pretors perquè investiguessin per la península Itàlica. Un d'aquests era Q. Servili Augur, el qual es va encaminar cap a la regió de Picenum. Quan va arribar a aquests territoris que eren clarament hostils a Roma, Augur va decidir allotjar-se en una de les ciutats més importants, Asculum Picenum. Durant una representació teatral en la qual va acudir el pretor, un dels actors, que recolzava la causa itàlica va iniciar una sàtira sobre el pretor i l'ofès Augur va ordenar a la seva escorta la seva execució, el que es va fer ràpidament.
L'execució d'aquest actor, molt volgut entre el públic, va motivar les ires de la població que va prendre el teatre i va assassinar el pretor i la seva escorta.

## La Marxa d'Estrabó
Quan l'any 89 aC, Gneu Pompeu Estrabó i Luci Porci Cató Salonià van ser elegits cònsols, Gneu Pompeu Estrabó va sol·licitar el comandament del front nord, des del qual es va dedicar a reduir sobretot els picentins. Una vegada penetrat al territori, Estrabó, que comptava entre els seus llegats per a aquesta batalla al jove Ciceró i al seu propi fill, Gneu Pompeu, que seria conegut com a Magne o El Gran, va avançar cap a la icona de la resistència picentina, Asculum Picenum.
Cuando llegó a las inmediaciones de la ciudad, una embajada salió a recibirle dispuesta a negociar una rendición, pero Estrabón sabía que lo que habían hecho los habitantes de la ciudad con un magistrado electo y en el cargo por el pueblo romano era imperdonable y por tanto le echó con cajas destempladas.
Quan va arribar a les immediateses de la ciutat, una ambaixada va sortir a rebre'l disposada a negociar una rendició però, Estrabó sabia el que havien fet els habitants de la ciutat amb un magistrat electe i, per tant, els va despatxar de mala manera.

## La Batalla
La batalla d'Asculum podria catalogar-se més aviat com una carnisseria. Les legions romanes eren superiors en nombre i equipament avantatges que els va atorgar la victòria. Una vegada derrotats, els picentins que es van quedar a la ciutat van ser executats.